# Театральный критик
Театральный критик — профессия, а также лицо, профессионально занимающееся театральной критикой — литературным творчеством, отражающим текущую деятельность театра в форме обобщающих статей, рецензий на спектакли, творческих портретов актёров, режиссёров и т. д.
Театральная критика непосредственно связана с театроведением, зависит от его уровня и, в свою очередь, даёт материал для театроведения, поскольку является более злободневной и оперативнее откликается на события театральной жизни. С другой стороны, театральная критика связана с литературоведением и литературной критикой, отражает состояние эстетической мысли эпохи и, со своей стороны, способствует формированию различных театральных систем.

## История
Профессия театрального критика обособилась с появлением и развитием самого театра, театрального искусства. Нередко критика была лишь одним из занятий того или иного театрального деятеля и он совмещал её, например, с драматургией.
Некоторые известные российские критики:
- Марков, Павел Александрович
- Юзовский, Иосиф Ильич
- Соловьёва, Инна Натановна
- Свободин, Александр Петрович
- Беньяш, Раиса Моисеевна
- Смелянский, Анатолий Миронович
- Аверкиев, Дмитрий Васильевич
- Рыбаков, Юрий Сергеевич